# Kwame Brown
Kwame Hasani Brown (ur. 10 marca 1982 w Charleston) – amerykański koszykarz, występujący na pozycji środkowego, wybrany do NBA bezpośrednio po ukończeniu szkoły średniej.
W 2001 wystąpił w meczu gwiazd amerykańskich szkół średnich - McDonald’s All-American. Został wybrany najlepszym koszykarzem szkół średnich stanu Georgia (Georgia Gatorade Player of the Year, Georgia Mr. Basketball), został też zaliczony do I składu Parade i  USA Today All-American.
Przed sezonem 2011/12 podpisał roczny kontrakt z Golden State Warriors o wartości 7 milionów dolarów.

## Osiągnięcia
Na podstawie, o ile nie zaznaczono inaczej.
NBA
- Wicemistrz NBA (2008)